# Cannabinodiol
Cannabinodiol (CBND) ist ein Cannabinoid und ein vollständig aromatisiertes Derivat des Cannabidiol (CBD).

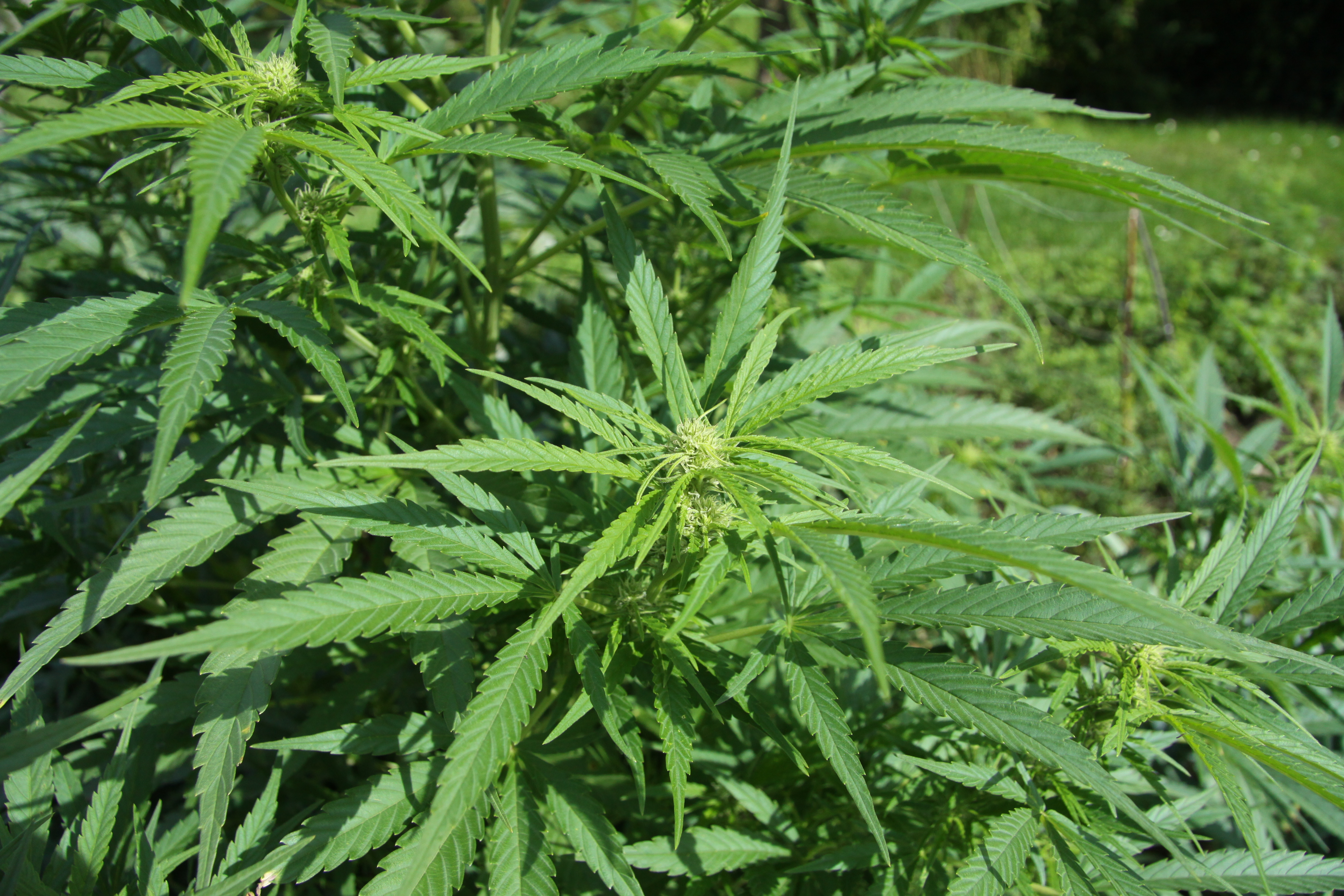
Weibliche Hanfpflanze (Cannabis sativa)

 Es wurde 1977 von Lousberg erstmals isoliert. Es wird in geringen Konzentrationen in den Blüten der weiblichen Hanfpflanze (Cannabis sativa) gefunden und ist ein psychotropes Cannabinoid, neben Tetrahydrocannabinol (THC) und Cannabinol (CBN).